# 拉戈德弗鲁瓦
拉戈德弗鲁瓦（法語：La Godefroy，法語發音：[la ɡɔdəfʁwa]）是法国芒什省的一个市镇，属于阿夫朗什区。

## 地理
拉戈德弗鲁瓦（48°41'23"N, 1°17'21"W）面积3.65 平方千米，位于法国诺曼底大区芒什省，该省份为法国西北部沿海省份，西、北、东北三面环大西洋，东起顺时针与卡爾瓦多斯省、奧恩省、马耶讷省和伊勒-维莱讷省接壤。
与拉戈德弗鲁瓦接壤的市镇（或旧市镇、城区）包括：圣布里斯、圣奥万、圣瑟尼耶-苏萨夫朗什、塞河畔蒂尔皮耶。

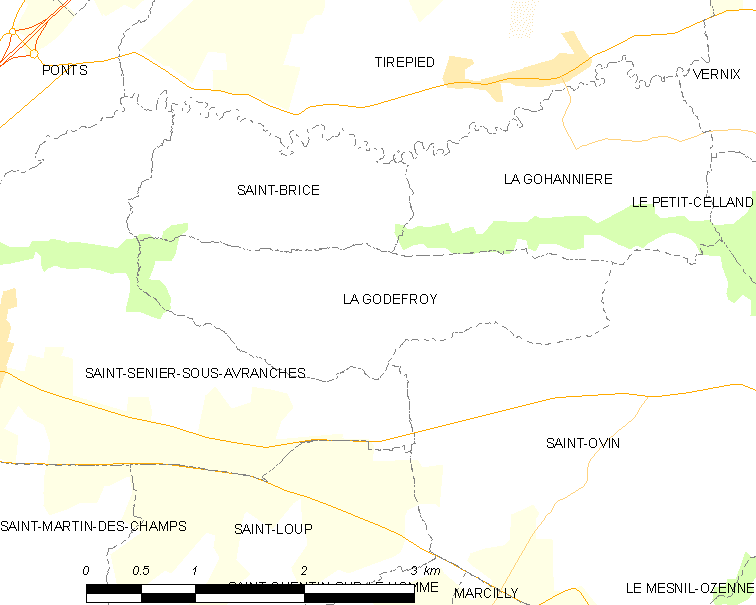
拉戈德弗鲁瓦的OSM定位图

拉戈德弗鲁瓦的时区为UTC+01:00、UTC+02:00（夏令时）。

## 行政
拉戈德弗鲁瓦的邮政编码为50300，INSEE市镇编码为50205。

## 政治
拉戈德弗鲁瓦所属的省级选区为伊西尼-勒比阿县。

## 人口

1962-2008年间拉戈德弗鲁瓦人口变化图示

拉戈德弗鲁瓦于2022年1月1日时的人口数量为295人。